# Конн Фіндлі
Конн Фіндлі (англ. Conn Findlay, 24 квітня 1930 — 8 квітня 2021) — американський академічний веслувальник та яхтсмен.
Олімпійський чемпіон 1956, 1964 років у складі розпашної двійки зі стерновим, бронзовий призер 1960 (розпашні двійки зі стерновим), 1976 (клас Темпест) років.